# Robertlandy Simón
Robertlandy Simón Aties (Guantánamo, 11 de junio de 1987)  es un jugador de voleibol cubano que es miembro de la Selección de voleibol de Cuba. Jugó con la selección cubana de 2005 a 2010, y se reincorporó al equipo en 2019. Actualmente juega en el club italiano Gas Sales Bluenergy Piacenza.  Ganó el Campeonato NORCECA de 2009, fue medallista de plata en el Campeonato Mundial de 2010 y dos veces fue campeón de la V-League de Corea del Sur (2015, 2016).

## Palmarés

### Mundial
- Campeonato Mundial
  -  2.do lugar: 2010
- Liga Mundial de Voleibol
  -  3.er lugar: 2005

### Continental
- Copa Panamericana (1)
  -  1.er lugar: 2022

## Clubes
| Años          | País          | Club                               |
| ------------- | ------------- | ---------------------------------- |
| 2012–2014     | Italia        | Volley Piacenza                    |
| 2014-2016     | Corea del Sur | Ansan OK Financial Group Okman     |
| 2016–2018     | Brasil        | Associação Social e Esportiva Sada |
| 2018-2022     | Italia        | Volley Lube                        |
| 2022-presente | Italia        | You Energy Volley                  |